# Óscar Pimentel González
Óscar Pimentel González (San Pedro de las Colonias, Coahuila, 21 de mayo de 1955) es un político mexicano, miembro del Partido Revolucionario Institucional (PRI). Ha sido en dos ocasiones diputado federal y desempeñado numerosos cargos en el gobierno federal y el gobierno estatal de Coahuila. A partir de 2023 es secretario general de Gobierno de Coahuila.

## Biografía
Es licenciado en Economía egresado de la Universidad Autónoma de Coahuila (UAC), misma institución en que ejerció como docente entre 1976 y 1977. Tiene estudios de especialidad en Administración de Empresas y técnica en sistemas operativos agrícolas el Complejo Agroindustrial Belgrado y dos diplomados, en Administración de Proyectos por el Centro de Investigación y Docencia Económicas (CIDE), y en Problemática de las cooperativas en América Latina en Costa Rica. En 1979 fue docente en la Universidad Nacional Autónoma de México (UNAM).
En 1983 ingresó a laborar en la entonces Secretaría de Programación y Presupuesto, siendo titular de ésta Carlos Salinas de Gortari en el gobierno de Miguel de la Madrid, donde fue de ese año al de 1985 subdirector y de 1985 a 1988 delegado en el estado de Veracruz. En 1988 fue candidato del PRI a diputado federal por el principio de representación proporcional, pero no logró ser elegido al cargo. De 1989 a 1991 fue director general de Programación, Organización y Presupuesto de la Secretaría de Gobernación.
En 1991 fue postulado candidato del PRI y elegido diputado federal por el Distrito 1 de Coahuila a la LV Legislatura de dicho año a 1994, sin embargo se separó del cargo mediante licencia el 30 de noviembre de 1993, para asumir al día siguiente el de secretario de Educación Pública del gobierno de Coahuila, por nombramiento del gobernador Rogelio Montemayor Seguy. Entre 1992 y 1993 fue también presidente estatal del PRI.
Permaneció en la secretaría de Educación prácticamente todo el gobierno de Montemayor, hasta que la dejó para buscar ser candidato del PRI a gobernador en 1999 en la consulta interna de la que resultó elegido candidato Enrique Martínez y Martínez; Pimentel fue entonces postulado candidato del PRI a presidente municipal de Saltillo. Logró el triunfo en las elecciones de dicho año, y asumió el cargo para el periodo del 1 de enero de 2000 al 31 de diciembre de 2002.
En 2003 fue elegido por segunda ocasión diputado federal, en esta ocasión por el Distrito 4 de Coahuila a la LIX Legislatura de dicho año a 2006. En esta legislatura fue secretario de la comisión de Energía; e integrante de las comisiones de Educación Pública y Servicios Educativos; Investigadora del daño ecológico y social generado por PEMEX; y, de Presupuesto y Cuenta Pública.
Solicitó licencia el 17 de noviembre de 2005 para ser nombrado a partir del 1 de diciembre siguiente, como secretario general de Gobierno de Coahuila por el gobernador Humberto Moreira Valdés. Renunció al cargo en enero de 2007 al ser nombrado director de Políticas Públicas y Coordinación Interinstitucional de la Procuraduría General de la República (PGR) por su titular, Eduardo Medina Mora en el gobierno del presidente Felipe Calderón Hinojosa.
El 1 de diciembre de 2015 fue nombrado secretario de Gestión Urbana, Agua y Ordenamiento Territorial del gobierno de Coahuila en la administración del gobernador Rubén Moreira Valdez. Estuvo al frente de dicha secretaría hasta su renuncia para ser nombrado el 18 de diciembre de 2012 como coordinación general de Atención a Emergencias y Consejos de Cuenca de la Comisión Nacional del Agua (CONAGUA) por su director general, David Korenfeld en el gobierno de Enrique Peña Nieto, de donde pasa en noviembre de 2015 al cargo de coordinador de Enlace Regional del Instituto Nacional de la Infraestructura Física Educativa.
El 6 de diciembre de 2018 es nombrado titular del Instituto Municipal de Planeación de Saltillo por su alcalde, Manolo Jiménez Salinas; y el 28 de abril de 2022 el gobernador de Coahuila, Miguel Riquelme Solís lo nombra titular de la Unidad de Inteligencia Financiera de su gobierno.
El 2 de diciembre de 2023 el gobernador de Coahuila Manolo Jiménez Salinas, lo nombró titular de la secretaría general de Gobierno en su administración.